# Graziano Delrio
Graziano Delrio (ur. 27 kwietnia 1960 w Reggio nell’Emilia) – włoski lekarz i samorządowiec, parlamentarzysta, burmistrz Reggio nell’Emilia (2004–2013), od 2013 do 2014 minister ds. regionalnych, w latach 2015–2018 minister infrastruktury i transportu.

## Życiorys
Ukończył studia medyczne, kształcił się także w Wielkiej Brytanii i Izraelu. Specjalizował się w zakresie endokrynologii. Został wykładowcą akademickim na Università degli Studi di Modena e Reggio Emilia. Założył i stanął na czele Stowarzyszenia im. Giorgia La Piry. W 2000 został radnym rady regionalnej Emilia-Romania. W 2004 i w 2009 wybierany na urząd burmistrza Reggio nell’Emilia. Od 2005 był wiceprzewodniczącym stowarzyszenia włoskich gmin (ANCI), w 2011 wybrany na przewodniczącego tej organizacji.
Był członkiem Włoskiej Partii Ludowej i Margherity, z którą w 2007 przystąpił do nowo powołanej Partii Demokratycznej. 27 kwietnia 2013 kandydat na premiera Enrico Letta ogłosił jego nominację na urząd ministra ds. regionalnych w nowo powołanym rządzie. Funkcję ministra objął następnego dnia i pełnił ją do 22 lutego 2014. Następnie został sekretarzem rządu Matteo Renziego. 2 kwietnia 2015 powrócił w skład gabinetu jako minister infrastruktury i transportu. Utrzymał to stanowisko również w powołanym 12 grudnia 2016 gabinecie Paola Gentiloniego.
W wyborach w 2018 uzyskał mandat posła do Izby Deputowanych XVIII kadencji. 1 czerwca tegoż roku zakończył pełnienie funkcji rządowej. W 2022 został wybrany w skład Senatu XIX kadencji.